# BodyCombat
BodyCombat es un programa de entrenamiento grupal de tipo cardiovascular que, desde el año 1999, es distribuido por Les Mills International. Consiste en realizar movimientos basados en distintas artes marciales siguiendo el ritmo de una base musical.

## Historia
En 1968, el cuatro veces atleta olímpico Les Mills y su esposa decidieron abrir un gimnasio en Auckland, Nueva Zelanda. En la década de los 80, su hijo Phillip se hizo cargo del negocio familiar. La empresa Les Mills International, fue fundada en 1987 en Nueva Zelanda.

## Presencia internacional
BodyCombat se encuentra en la actualidad en más de 96 países. Sus movimientos derivan de una gran variedad de disciplinas como: Karate, Boxeo, Tae Kwon Do, Tai Chi, Capoeira o Muay Thai. Coreografiado con una base musical y con alrededor de 100.000 instructores en todo el mundo, se realizan movimientos como puñetazos, patadas, rodillazos, codazos o katas. Con esta práctica se mejora la coordinación y la agilidad, además de la resistencia cardiovascular.

## Desarrollo de la clase
Una coreografía completa de BodyCombat tiene 10 canciones o tracks (1 de calentamiento, 8 de entrenamiento y 1 final de estiramientos) y dura alrededor de 60 minutos (existe un formato corto, de 45 minutos, donde se eliminan 2 de estas canciones pero se minimiza el tiempo de descanso entre ellas para que el consumo de oxígeno y, por tanto, el gasto calórico sea parecido al de la clase completa).

## Beneficios del programa
- Mejora la capacidad funcional del corazón y de los pulmones, disminuyendo el riesgo de sufrir enfermedades cardiovasculares.
- Tonifica y define los principales grupos musculares.
- Quema muchas calorías (entre 600 y 800 por clase) y disminuye el porcentaje de grasa corporal.
- Mejora la coordinación y la agilidad.
- Aumenta la densidad ósea.
- Mejora la postura, la fuerza y la estabilidad del cuerpo.
- Potencia la autoestima.

## Posibles inconvenientes
- Exige un mínimo de coordinación, al realizar determinados movimientos en series de un número determinado de golpes y, al mismo tiempo, siguiendo el ritmo de la música.
- Es una clase exigente que, sobre todo al empezar, será difícil de seguir y de aguantar.
- Hay que tener cuidado con las articulaciones. Al pegar al aire (sin una resistencia como, por ejemplo, un saco) se puede perder el control de nuestra fuerza y hacernos daño.

## Recomendaciones
BodyCombat es un programa que requiere de cierta técnica para llevarlo a cabo correctamente, cosa que se adquiere con el tiempo. Se requiere de buen calzado deportivo; las zapatillas de cross-trainer son más recomendables que las de carrera, ya que sujetan mejor el pie y son más adecuadas para el tipo de movimientos que se realizan durante esta clase. Dada la hidratación es importante durante la clase, por lo que es aconsejable llevar líquidos a ella (agua, preferiblemente). Para obtener los máximos beneficios de mejora cardiovascular o pérdida de peso, se recomienda hacer BodyCombat de 2 a 3 veces por semana.

## Música
La base del programa es la música. Todos los golpes realizados durante una clase se ejecutan al ritmo de las diferentes canciones que, generalmente son versiones remezcladas de canciones populares, ya sean clásicas (mayoritariamente de estilo "rockero") o actuales. Cada 3 meses aproximadamente se lanza una coreografía nueva con nuevas canciones que los distintos monitores deben aprender antes de empezar a impartirla en los gimnasios.

## Accesibilidad
BodyCombat puede ser realizado por todas aquellas personas con un nivel de fitness moderado. Los movimientos son simples, por lo que no se necesita tener mucha coordinación.